# Shijak
Shijak er en by i det vestlige Albanien,  i præfekturet Durrës  med 14.138(2012) indbyggere. Byen ligger tæt ved kysten til Adriaterhavet.
- Wikimedia Commons har flere filer relateret til Shijak